# Amga
Amga (rusky Амга, jakutsky Амма) je řeka v Jakutské republice v Rusku. Je dlouhá 1 462 km. Plocha povodí měří 69 300 km².

## Průběh toku
Pramení na Aldanské planině, kde teče v úzké a hluboké dolině kamenitým korytem. Pod vesnicí Ťogjultě-Ťorďo se údolí rozšiřuje a řeka pokračuje klidným tokem mezihorskou rovinou. Ústí zleva do Aldanu, jehož je největším přítokem.

## Vodní režim
Zdrojem vody jsou dešťové a sněhové srážky. Průměrný roční průtok vody činí 178 m³/s. Zamrzá na obvykle v první polovině října a rozmrzá v květnu, přičemž během tání dochází k pohybu ledových ker a vzniku ledových zátaras. Na jaře dochází k vysokým vodním stavům, kdy hladina stoupá o 7 m i více. Nejvyšších vodních stavů dosahuje většinou v květnu někdy v červnu. V létě dochází často k povodním. V zimě vytváří náledí a vody je v řece nejméně.

## Využití
Na dolním toku je možná vodní doprava.